# Ophicléide
L'ophicléide est un instrument de musique à vent de la famille des cuivres. L'étymologie du mot provient du grec ὄφις, ophis qui signifie « serpent » et de κλείς, -δός, kleis, -dos qui signifie « clé ». Ce qui donne : « serpent à clés ». En effet, l'ophicléide, instrument métallique, a remplacé, au XIXe siècle, l'ancien serpent, à usage religieux mais aussi militaire. Très différent de cet instrument né au XVe siècle, l'ophicléide a d'emblée été muni de clés. À l'église, il a été en usage de 1820 à 1880 environ. Il eut également sa place dans l'orchestre symphonique, dans les musiques militaires et les orchestres d'harmonie.

## Histoire
Selon le dictionnaire Le Robert, le mot remonte à 1811. On dit aussi que l'ophicléide a été inventé en 1817 puis breveté en 1821 par le facteur français Jean Hilaire Asté dit Halary. Il tint une place importante parmi les cuivres de l'orchestre dans les opéras romantiques. Il possédait neuf clés à l'origine pour, par la suite, en avoir jusqu'à douze.

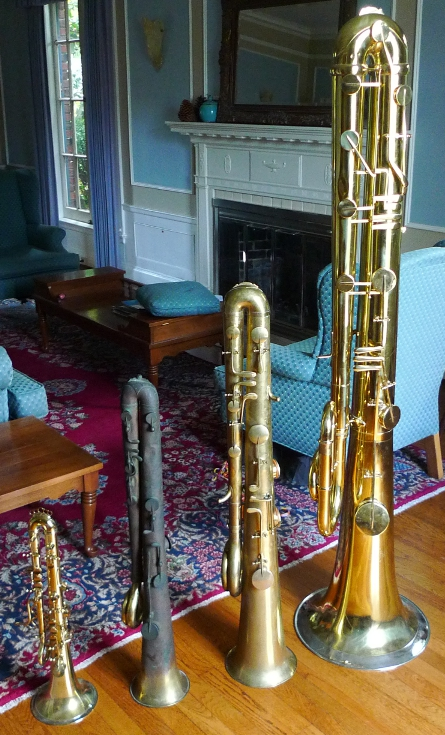
Famille complète d'ophicléides : soprano en do, alto en mi bémol, basse en si bémol par Charles Sax, contrebasse en mi bémol

L'instrument a été décliné en plusieurs tailles, couvrant plusieurs tessitures, de l'alto (en mi bémol et en fa), à la contrebasse (en mi bémol), en passant par la basse (en si bémol et ut). Il existait aussi des bugles à clés (sopranos).
La première partition utilisant cet instrument est l'opéra Olimpia de Gaspare Spontini en 1819. L'ophicléide figure également dans l'effectif instrumental nécessaire pour l'interprétation d'autres célèbres compositions comme l'oratorio Elias, l'ouverture du Songe d'une nuit d'été, de Felix Mendelssohn, ainsi que dans la Symphonie fantastique de Berlioz ou l'opéra Le Prophète de Giacomo Meyerbeer. Verdi et Wagner écrivirent également pour l'ophicléide.
Plusieurs variantes du serpent sont apparues chez différents facteurs sous différents noms : basson russe, basson serpent, ophibaryton, ophimonocléide, ophivimeux et serpent forveille. Ces instruments proches de l'ophicléide ont connu une diffusion moins importante.
Dès les années 1880, l'ophicléide tomba partout en désuétude, à cause de l'inégalité de son timbre sur l'ensemble de sa tessiture. Il fut rapidement concurrencé par les tubas, instruments à pistons plus puissants, et au timbre plus égal, à une époque où la plupart des compositeurs cherchaient à développer l'ampleur sonore des orchestres.
Dans son traité d'orchestration, Hector Berlioz tient des propos peu flatteurs à l'égard du son de l'ophicléide, lorsque l'exécutant est malhabile. Dans ses mémoires, il donne même sa préférence aux nouveaux bass-tubas qu'il a découverts en Allemagne. Les indications de cet auteur feront autorité de longues années dans le domaine de l'orchestration et contribueront certainement à la disparition rapide de l'ophicléide remplacé par le tuba.
De plus en plus de musiciens s'emploient aujourd'hui à redécouvrir son usage dans le contexte d'interprétations dites historiques comme celles de l'Orchestre Révolutionnaire et Romantique fondé par Sir John Eliot Gardiner ou encore de l'ensemble « Les Cuivres Romantiques » avec Marc Girardot et Laurent Madeuf, mais aussi à le réintégrer au sein d'orchestres "modernes" ainsi qu'à enrichir son répertoire de créations contemporaines. Ses principaux spécialistes mondiaux sont Patrick Wibart (France), Nick Byrne (Australie), Everson Moraes (Brésil) Roland Szentpali (Hongrie) et Oscar Abella (Espagne). 

## Discographie
- Patrick Wibart The Virtuoso Ophicleide Ricercar (label) - distribition Outhere music 2015
- Nick Byrne Back from Oblivion - label Melba MR301111 2007
- Roland Szentpali (R)evolution - 2017
- Everson Moraes Irineu De Almeida e o Oficleide 100 anos depois - 2016